# Плазматическая клетка

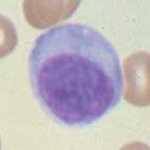
Плазматическая клетка под оптическим микроскопом

Плазматические клетки, Лимфоцитарные плазмоциты — иммунокомпетентные клетки лимфоцитарного ряда, продуцирующие антитела в организме человека и млекопитающих. Образуются в результате иммунопоэза (антиген-зависимой бласттрансформации соответствующего B-клеточного клона (В-Лимфобласта)).

## Функции
Лимфоцитарные плазматические клетки участвуют в реализации адаптивной формы иммунного ответа (приобретенный иммунитет), вырабатывая антитела, причем антительная продукция лимфоцитарного плазмоцита строго специфична для данной антигенной детерминанты (эпитопа). За одну секунду каждый плазмоцит вырабатывает до нескольких тысяч антител. Гуморальный иммунный ответ реализуется на единственный эпитоп из всей антигенной палитры чужеродного агента. В результате реакций взаимодействия клеток-участниц трех-клеточной кооперации, происходят следующие события: В-лимфобласт, генетически детерминированный на продукцию специфичных для данного эпитопа иммуноглобулинов (это антитела, которые будут связывать эпитопы, и В-клеточные рецепторы, которые в будущем будут экспрессироваться на мембранах В-клеток памяти, и запускать реакции вторичного иммунного ответа при последующих встречах с этим агентом, связываясь с эпитопом напрямую, без антиген-представления), подвергается антиген-зависимой бласттрансформации (процессы клеточной дифференцировки, результатом которых будет активация генов, отвечающих за способность к продукции иммуноглобулинов) и делению с образованием двух типов клеток: лимфоцитарных плазмацитов, образующих антитела для участия в иммунном ответе здесь и сейчас, и В-клеток памяти, выполняющие функцию иммунологического надзора и хранения образца антитела. В-лимфобласт и его клеточная продукция составляют клон.

## Строение
Плазматические клетки имеют овальную или округлую форму, диаметр в среднем 15—20 мкм. На световом микроскопе хорошо различимо ядро с глыбками гетерохроматина и крупным ядрышком, окружённое участком светлой цитоплазмы, где находится активный и хорошо развитый в связи с функцией клетки аппарат Гольджи. Остальная часть цитоплазмы плотная, заполнена цистернами грЭПР.

### Мембранные маркеры
Зрелые плазматические клетки теряют значительную часть мембранных молекул: В-клеточный рецептор и костимулирующие молекулы, молекулы главного комплекса гистосовместимости, большую часть хемокиновых рецепторов.
Основной мембранный маркер — белок синдекан 1 (CD138). Он обеспечивает взаимодействие плазмоцита со стромальными клетками.

## Локализация в организме
Лимфоцитарные плазматические клетки локализуются в периферических органах иммунной системы: в селезёнке, в лимфоузлах, червеобразном отростке слепой кишки, миндалинах лимфатического кольца Вальдейера-Пирогова, в слизистых оболочках полых органов с составе MALT (Mucus-associated lymphoid tissues) — ассоциированных со слизистыми оболочками лимфоидными тканями.

## Дифференцировка

Дифференциация В-лимфоцита в плазматическую клетку

Процесс превращения В-лимфоцита в плазматическую клетку проходит несколько этапов, включая переключение изотипа антител, созревание аффинитета.
При активации В-лимфоцита в лимфоузле он поступает в зародышевый центр фолликула, где трансформируются в бласты — активно делящиеся клетки, и проходят процесс переключения изотипов H-цепей иммуноглобулинов (антител). При этом происходит соматический гипермутагенез в V-генах. После прекращения активного деления и перемещения в светлую зону фолликула, В-лимфоциты проходят отрицательную селекцию на связывание мембранными антителами антигена, который презентируется фолликулярной дендритной клеткой. После перехода в апикальную зону, клетки снова делятся и дифференцируются в двух направлениях: на В-лимфоциты памяти и на плазмобласты — предшественники плазматических клеток. Плазмобласты способны к делению и перемещению по крови в органы иммунной системы, где они оседают и окончательно дифференцируются в плазматические клетки. Большинство зрелых плазматических клеток не рециркулирует в крови.